# 采荷街道
采荷街道，中国浙江省杭州市上城区所辖街道，位于杭州市东部。总面积2平方千米，总人口7万人。

## 下辖社区
采荷街道下辖以下地区：
芙蓉社区、洁莲社区、红菱社区、健风社区、江汀社区、静怡社区、双菱社区、人民社区、绿茗社区、夕照社区、新凯苑社区、商教苑社区、荷花塘社区、青荷苑社区和常青苑社区。